# Lista de países por Índice de Desenvolvimento Humano (2009)
| acima de 0,950 0,900–0,949 0,850–0,899 0,800–0,849 0,750–0,799 | 0,700–0,749 0,650–0,699 0,600–0,649 0,550–0,599 0,500–0,549 | 0,450–0,499 0,400–0,449 0,350–0,399 abaixo de 0,350 sem dados |

| Desenvolvimento humano muito elevado (Acima de 0,900) Desenvolvimento humano elevado (De 0,800 a 0,899) Desenvolvimento humano médio (De 0,500 a 0,799) Desenvolvimento humano baixo (Abaixo de 0,500) |

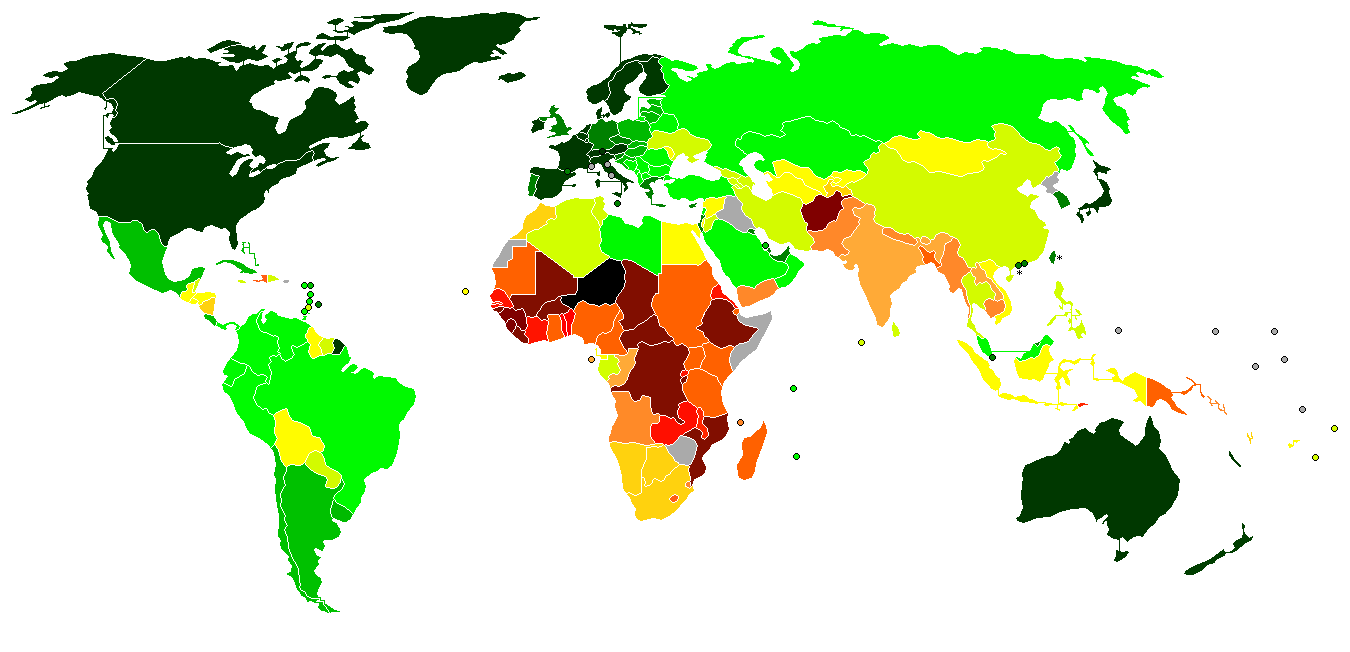
Mapa-múndi indicando o Índice de Desenvolvimento Humano (2009).
(Mapa para daltônicos) Problemas de visão com o verde e vermelho.

Mapa-múndi indicando os dados mais recentes de cada país para o Índice de Desenvolvimento Humano.

Esta é uma lista de países ordenada por Índice de Desenvolvimento Humano como incluída no Relatório de Desenvolvimento Humano 2009 do Programa das Nações Unidas para o Desenvolvimento, compilado com base em dados de 2007 e publicada no dia 5 de Outubro de 2009. Cobre 180 estados-membros da ONU (de 192), junto com: Honcongue (RAE da China) e territórios palestinos. Doze países-membros da ONU não são incluídos devido à falta de dados. Os países não-membros da ONU ou não-reconhecidos, assim como os territórios (com exceção de Honcongue, protetorado chinês, e da Palestina) também não são incluídos. Os índices médios dos continentes, regiões e grupos de países são incluídos igualmente para comparação.
O Índice de Desenvolvimento Humano (IDH) é uma medida comparativa de riqueza, alfabetização, educação, esperança de vida, natalidade e outros fatores para os diversos países do mundo. É uma maneira padronizada de avaliação e medida do bem-estar de uma população, especialmente bem-estar infantil. É usado para distinguir se o país é desenvolvido, em desenvolvimento ou subdesenvolvido, e para medir igualmente o impacto de políticas econômicas na qualidade de vida. O índice foi desenvolvido em 1990 pelo economista paquistanês Mahbub ul Haq e pelo economista indiano Amartya Sen.
Os países são dividos em quatro grandes categorias baseadas em seu IDH: muito elevado (adicionado no relatório relativo a 2007), elevado, médio e baixo desenvolvimento humano.

## Lista completa dos países
- = aumento nos dados de 2007 (publicados em 2009) - comparado aos dados de 2006 (publicados em 2008).
- = dados 2007 (publicados em 2009) permaneceram os mesmos que os dados de 2006 (publicados em 2008).
- = diminuição nos dados de 2007 (publicados em 2009) - comparado aos dados de 2006 (publicados em 2008).
- Os valores similares do IDH na lista atual não conduzem a relações classificatórias, já que o Ranking do IDH é realmente determinado usando valores do IDH ao sexto ponto decimal.

### Desenvolvimento humano muito elevado
| Posição | País          | IDH          | IDH                                 |
| Posição | País          | Dado de 2007 | Mudança comparada aos dados de 2006 |
| ------- | ------------- | ------------ | ----------------------------------- |
| 1       | Nova Zelândia | 0,971        | +0,001                              |
| 2       | Austrália     | 0,970        | +0,002                              |
| 3       | Países Baixos | 0,969        | +0,002                              |
| 4       | Canadá        | 0,966        | +0,001                              |
| 5       | Suíça         | 0,965        | +0,001                              |
| 6       | Noruega       | 0,964        | +0,003                              |
| 7       | Islândia      | 0,963        | +0,002                              |
| 8       | Irlanda       | 0,961        | +0,003                              |
| 9       | Alemanha      | 0,960        | +0,001                              |
| 9       | Brasil        | 0,960        | +0,120                              |
| 9       | Japão         | 0,960        | +0,001                              |
| 12      | Finlândia     | 0,959        | +0,004                              |
| 13      | Coreia do Sul | 0,956        | +0,001                              |
| 14      | Suécia        | 0,955        | +0,003                              |
| 15      | França        | 0,955        | +0,003                              |
| 16      | Dinamarca     | 0,955        | +0,002                              |
| 17      | Bélgica       | 0,953        | +0,002                              |
| 18      | Reino Unido   | 0,951        | +0,001                              |
| 19      | Luxemburgo    | 0,951        | +0,001                              |

| Posição | País           | IDH          | IDH                                 |
| Posição | País           | Dado de 2007 | Mudança comparada aos dados de 2006 |
| ------- | -------------- | ------------ | ----------------------------------- |
| 20      | Hong Kong      | 0,950        | +0,002                              |
| 21      | Uruguai        | 0,947        | +0,002                              |
| 22      | Áustria        | 0,947        | +0,002                              |
| 23      | Liechtenstein  | 0,945        | +0,002                              |
| 24      | Chile          | 0,944        | +0,001                              |
| 25      | Grécia         | 0,942        | +0,004                              |
| 26      | Estados Unidos | 0,937        | +0,004                              |
| 27      | Israel         | 0,935        | +0,003                              |
| 28      | Portugal       | 0,934        | +0,001                              |
| 29      | Eslovênia      | 0,929        | +0,005                              |
| 30      | Croácia        | 0,920        | +0,001                              |
| 31      | Itália         | 0,916        | +0,004                              |
| 32      | Argentina      | 0,914        | +0,003                              |
| 33      | Espanha        | 0,910        | +0,005                              |
| 34      | Andorra        | 0,909        | +0,002                              |
| 35      | Chéquia        | 0,903        | +0,004                              |
| 36      | Chipre         | 0,903        | +0,004                              |
| 36      | Malta          | 0,903        | +0,003                              |

### Desenvolvimento humano elevado
| Posição | País                   | IDH          | IDH                                 |
| Posição | País                   | Dado de 2007 | Mudança comparada aos dados de 2006 |
| ------- | ---------------------- | ------------ | ----------------------------------- |
| 39      | Emirados Árabes Unidos | 0,903        | -0,001                              |
| 40      | Estónia                | 0,883        | +0,005                              |
| 41      | Polónia                | 0,880        | +0,004                              |
| 42      | Eslováquia             | 0,880        | +0,007                              |
| 43      | Hungria                | 0,879        | +0,001                              |
| 44      | Barbados               | 0,878        | +0,004                              |
| 45      | Brunei                 | 0,871        | +0,004                              |
| 46      | Lituânia               | 0,870        | +0,005                              |
| 47      | Antígua e Barbuda      | 0,868        | +0,008                              |
| 48      | Letônia                | 0,866        | +0,007                              |
| 49      | Catar                  | 0,866        | +0,005                              |
| 50      | Kuwait                 | 0,865        | +0,005                              |
| 51      | Cuba                   | 0,863        | +0,007                              |
| 52      | Bahamas                | 0,856        | +0,002                              |
| 53      | México                 | 0,854        | +0,005                              |
| 54      | Costa Rica             | 0,854        | +0,005                              |
| 55      | Líbia                  | 0,847        | +0,005                              |
| 56      | Omã                    | 0,846        | +0,003                              |
| 57      | Seicheles              | 0,845        | +0,004                              |
| 58      | Venezuela              | 0,844        | +0,011                              |
| 59      | Arábia Saudita         | 0,843        | -0,003                              |
| 60      | Panamá                 | 0,840        | +0,007                              |
| 61      | Bulgária               | 0,840        | +0,005                              |

| Posição | País                  | IDH          | IDH                                 |
| Posição | País                  | Dado de 2007 | Mudança comparada aos dados de 2006 |
| ------- | --------------------- | ------------ | ----------------------------------- |
| 62      | São Cristóvão e Neves | 0,838        | +0,003                              |
| 63      | Roménia               | 0,837        | +0,005                              |
| 64      | Trinidad e Tobago     | 0,837        | +0,005                              |
| 65      | Montenegro            | 0,834        | +0,006                              |
| 66      | Malásia               | 0,829        | +0,004                              |
| 67      | Sérvia                | 0,826        | +0,005                              |
| 68      | Bielorrússia          | 0,826        | +0,007                              |
| 69      | Santa Lúcia           | 0,821        | -0,005                              |
| 70      | Albânia               | 0,818        | +0,004                              |
| 71      | Rússia                | 0,817        | -0,006                              |
| 72      | Macedônia do Norte    | 0,817        | +0,004                              |
| 73      | Dominica              | 0,814        | Estável                             |
| 74      | Granada               | 0,813        | +0,003                              |
| 74      | Bahrein               | 0,813        | +0,001                              |
| 76      | Bósnia e Herzegovina  | 0,812        | +0,005                              |
| 77      | Colômbia              | 0,807        | +0,007                              |
| 78      | Peru                  | 0,806        | +0,007                              |
| 79      | Turquia               | 0,806        | +0,004                              |
| 80      | Equador               | 0,806        | +0,001                              |
| 81      | Ilhas Maurícias       | 0,804        | +0,003                              |
| 82      | Cazaquistão           | 0,804        | +0,003                              |
| 83      | Líbano                | 0,803        | -0,003                              |

### Desenvolvimento humano médio
| Posição | País                     | IDH          | IDH                                 |
| Posição | País                     | Dado de 2007 | Mudança comparada aos dados de 2006 |
| ------- | ------------------------ | ------------ | ----------------------------------- |
| 84      | Armênia                  | 0,798        | +0,011                              |
| 85      | Ucrânia                  | 0,796        | +0,007                              |
| 86      | Azerbaijão               | 0,787        | +0,014                              |
| 87      | Tailândia                | 0,783        | +0,003                              |
| 88      | Irão                     | 0,782        | +0,005                              |
| 89      | Geórgia                  | 0,778        | +0,010                              |
| 90      | República Dominicana     | 0,777        | +0,006                              |
| 91      | São Vicente e Granadinas | 0,772        | +0,005                              |
| 92      | China                    | 0,772        | +0,009                              |
| 93      | Belize                   | 0,772        | +0,002                              |
| 94      | Samoa                    | 0,771        | +0,005                              |
| 95      | Maldivas                 | 0,771        | +0,006                              |
| 96      | Jordânia                 | 0,770        | +0,003                              |
| 97      | Suriname                 | 0,769        | +0,004                              |
| 98      | Tunísia                  | 0,769        | +0,006                              |
| 99      | Tonga                    | 0,768        | +0,001                              |
| 100     | Jamaica                  | 0,766        | -0,002                              |
| 101     | Paraguai                 | 0,761        | +0,004                              |
| 102     | Sri Lanka                | 0,759        | +0,004                              |
| 103     | Gabão                    | 0,755        | +0,005                              |
| 104     | Argélia                  | 0,754        | +0,005                              |
| 105     | Filipinas                | 0,751        | +0,004                              |
| 106     | El Salvador              | 0,747        | +0,001                              |
| 107     | Síria                    | 0,742        | +0,004                              |
| 108     | Fiji                     | 0,741        | -0,003                              |
| 109     | Turquemenistão           | 0,739        | Estável                             |
| 110     | Palestina                | 0,737        | Estável                             |
| 111     | Indonésia                | 0,734        | +0,005                              |
| 112     | Honduras                 | 0,732        | +0,003                              |
| 113     | Bolívia                  | 0,729        | +0,003                              |
| 114     | Guiana                   | 0,729        | +0,008                              |
| 115     | Mongólia                 | 0,727        | +0,007                              |
| 116     | Vietname                 | 0,725        | +0,005                              |
| 117     | Moldávia                 | 0,720        | +0,002                              |
| 118     | Guiné Equatorial         | 0,719        | +0,007                              |
| 119     | Uzbequistão              | 0,710        | +0,004                              |
| 120     | Quirguistão              | 0,710        | +0,005                              |
| 121     | Cabo Verde               | 0,708        | +0,004                              |

| Posição | País                | IDH          | IDH                                 |
| Posição | País                | Dado de 2007 | Mudança comparada aos dados de 2006 |
| ------- | ------------------- | ------------ | ----------------------------------- |
| 122     | Guatemala           | 0,704        | +0,008                              |
| 123     | Egito               | 0,703        | +0,003                              |
| 124     | Nicarágua           | 0,699        | +0,003                              |
| 125     | Botswana            | 0,694        | +0,011                              |
| 126     | Vanuatu             | 0,693        | +0,005                              |
| 127     | Tajiquistão         | 0,688        | +0,005                              |
| 128     | Namíbia             | 0,686        | +0,008                              |
| 129     | África do Sul       | 0,683        | +0,003                              |
| 130     | Marrocos            | 0,654        | +0,006                              |
| 131     | São Tomé e Príncipe | 0,651        | +0,006                              |
| 132     | Butão               | 0,619        | +0,011                              |
| 133     | Laos                | 0,619        | +0,006                              |
| 134     | Índia               | 0,612        | +0,008                              |
| 135     | Ilhas Salomão       | 0,610        | +0,006                              |
| 136     | República do Congo  | 0,601        | -0,002                              |
| 137     | Camboja             | 0,593        | +0,009                              |
| 138     | Myanmar             | 0,586        | +0,002                              |
| 139     | Comores             | 0,576        | +0,003                              |
| 140     | Iêmen               | 0,575        | +0,007                              |
| 141     | Paquistão           | 0,572        | +0,004                              |
| 142     | Essuatíni           | 0,572        | +0,003                              |
| 143     | Angola              | 0,564        | +0,012                              |
| 144     | Nepal               | 0,553        | +0,006                              |
| 145     | Madagáscar          | 0,543        | +0,006                              |
| 146     | Bangladesh          | 0,543        | +0,008                              |
| 147     | Quênia              | 0,541        | +0,006                              |
| 148     | Papua-Nova Guiné    | 0,541        | +0,005                              |
| 149     | Haiti               | 0,532        | +0,006                              |
| 150     | Sudão               | 0,531        | +0,005                              |
| 151     | Tanzânia            | 0,530        | +0,011                              |
| 152     | Gana                | 0,526        | +0,008                              |
| 153     | Camarões            | 0,523        | +0,004                              |
| 154     | Mauritânia          | 0,520        | +0,001                              |
| 155     | Djibuti             | 0,520        | +0,003                              |
| 156     | Lesoto              | 0,514        | +0,003                              |
| 157     | Uganda              | 0,514        | +0,009                              |
| 158     | Nigéria             | 0,511        | +0,005                              |

### Desenvolvimento humano baixo
| Posição | País            | IDH          | IDH                                 |
| Posição | País            | Dado de 2007 | Mudança comparada aos dados de 2006 |
| ------- | --------------- | ------------ | ----------------------------------- |
| 159     | Togo            | 0,499        | +0,001                              |
| 160     | Malawi          | 0,493        | +0,009                              |
| 161     | Benim           | 0,492        | +0,005                              |
| 162     | Timor-Leste     | 0,489        | +0,005                              |
| 163     | Costa do Marfim | 0,484        | +0,002                              |
| 164     | Zâmbia          | 0,481        | +0,008                              |
| 165     | Eritreia        | 0,472        | +0,005                              |
| 166     | Senegal         | 0,464        | +0,002                              |
| 167     | Ruanda          | 0,460        | +0,005                              |
| 168     | Gâmbia          | 0,456        | +0,003                              |
| 169     | Libéria         | 0,442        | +0,008                              |
| 170     | Guiné           | 0,435        | +0,002                              |

| Posição | País                           | IDH          | IDH                                 |
| Posição | País                           | Dado de 2007 | Mudança comparada aos dados de 2006 |
| ------- | ------------------------------ | ------------ | ----------------------------------- |
| 171     | Etiópia                        | 0,414        | +0,012                              |
| 172     | Moçambique                     | 0,402        | +0,005                              |
| 173     | Guiné-Bissau                   | 0,396        | +0,005                              |
| 174     | Burundi                        | 0,394        | +0,007                              |
| 175     | Chade                          | 0,392        | -0,001                              |
| 176     | República Democrática do Congo | 0,389        | +0,018                              |
| 177     | Burquina Fasso                 | 0,389        | +0,005                              |
| 178     | Mali                           | 0,371        | +0,005                              |
| 179     | República Centro-Africana      | 0,369        | +0,002                              |
| 180     | Serra Leoa                     | 0,365        | +0,008                              |
| 181     | Afeganistão                    | 0,352        | +0,002                              |
| 182     | Níger                          | 0,340        | +0,005                              |

## Lista de países por continentes

### África
| Posição                        | País                           | IDH                            | IDH                                 |
| Posição                        | País                           | Dado de 2007                   | Mudança comparada aos dados de 2006 |
| Desenvolvimento humano elevado | Desenvolvimento humano elevado | Desenvolvimento humano elevado | Desenvolvimento humano elevado      |
| ------------------------------ | ------------------------------ | ------------------------------ | ----------------------------------- |
| 1                              | Líbia                          | 0,847                          | +0,005                              |
| 2                              | Seicheles                      | 0,845                          | +0,004                              |
| 3                              | Ilhas Maurícias                | 0,804                          | +0,003                              |
| Desenvolvimento humano médio   |                                |                                |                                     |
| 4                              | Tunísia                        | 0,769                          | +0,006                              |
| 5                              | Gabão                          | 0,755                          | +0,005                              |
| 6                              | Argélia                        | 0,754                          | +0,005                              |
| 7                              | Guiné Equatorial               | 0,719                          | +0,007                              |
| 8                              | Cabo Verde                     | 0,708                          | +0,004                              |
| 9                              | Egito                          | 0,703                          | +0,003                              |
| 10                             | Botswana                       | 0,694                          | +0,011                              |

| Posição                      | País                           | IDH                          | IDH                                 |
| Posição                      | País                           | Dado de 2007                 | Mudança comparada aos dados de 2006 |
| Desenvolvimento humano baixo | Desenvolvimento humano baixo   | Desenvolvimento humano baixo | Desenvolvimento humano baixo        |
| ---------------------------- | ------------------------------ | ---------------------------- | ----------------------------------- |
| 1                            | Níger                          | 0,340                        | +0,007                              |
| 2                            | Serra Leoa                     | 0,365                        | +0,008                              |
| 3                            | República Centro-Africana      | 0,369                        | +0,002                              |
| 4                            | Mali                           | 0,371                        | +0,005                              |
| 5                            | Burquina Fasso                 | 0,389                        | +0,005                              |
| 6                            | República Democrática do Congo | 0,389                        | +0.018                              |
| 7                            | Chade                          | 0,392                        | -0,001                              |
| 8                            | Burundi                        | 0,394                        | +0,007                              |
| 9                            | Guiné-Bissau                   | 0,396                        | +0,005                              |
| 10                           | Moçambique                     | 0,402                        | +0,005                              |

### Américas
| Posição                              | País                                 | IDH                                  | IDH                                  |
| Posição                              | País                                 | Dado de 2007                         | Mudança comparada aos dados de 2006  |
| Desenvolvimento humano muito elevado | Desenvolvimento humano muito elevado | Desenvolvimento humano muito elevado | Desenvolvimento humano muito elevado |
| ------------------------------------ | ------------------------------------ | ------------------------------------ | ------------------------------------ |
| 1                                    | Canadá                               | 0,966                                | +0,001                               |
| 2                                    | Estados Unidos                       | 0,956                                | +0,001                               |
| 3                                    | Barbados                             | 0,903                                | +0,004                               |
| Desenvolvimento humano elevado       |                                      |                                      |                                      |
| 4                                    | Chile                                | 0,878                                | +0,004                               |
| 5                                    | Antígua e Barbuda                    | 0,868                                | +0,008                               |
| 6                                    | Argentina                            | 0,866                                | +0,005                               |
| 7                                    | Uruguai                              | 0,865                                | +0,005                               |
| 8                                    | Cuba                                 | 0,863                                | +0,007                               |
| 9                                    | Bahamas                              | 0,856                                | +0,002                               |
| 10                                   | México                               | 0,854                                | +0,005                               |

| Posição                      | País                         | IDH                          | IDH                                 |
| Posição                      | País                         | Dado de 2007                 | Mudança comparada aos dados de 2006 |
| Desenvolvimento humano médio | Desenvolvimento humano médio | Desenvolvimento humano médio | Desenvolvimento humano médio        |
| ---------------------------- | ---------------------------- | ---------------------------- | ----------------------------------- |
| 1                            | Haiti                        | 0,532                        | +0,006                              |
| 2                            | Nicarágua                    | 0,699                        | +0,003                              |
| 3                            | Guatemala                    | 0,704                        | +0,008                              |
| 4                            | Guiana                       | 0,729                        | +0,008                              |
| 5                            | Bolívia                      | 0,729                        | +0,003                              |
| 6                            | Honduras                     | 0,732                        | +0,003                              |
| 7                            | El Salvador                  | 0,747                        | +0,001                              |
| 8                            | Paraguai                     | 0,761                        | +0,004                              |
| 9                            | Suriname                     | 0,769                        | +0,004                              |
| 10                           | Belize                       | 0,772                        | +0,002                              |

### Ásia e Oceania
| Posição                              | País                                 | IDH                                  | IDH                                  |
| Posição                              | País                                 | Dado de 2007                         | Mudança comparada aos dados de 2006  |
| Desenvolvimento humano muito elevado | Desenvolvimento humano muito elevado | Desenvolvimento humano muito elevado | Desenvolvimento humano muito elevado |
| ------------------------------------ | ------------------------------------ | ------------------------------------ | ------------------------------------ |
| 1                                    | Austrália                            | 0,970                                | +0,002                               |
| 2                                    | Japão                                | 0,960                                | +0,002                               |
| 3                                    | Nova Zelândia                        | 0,950                                | +0,002                               |
| 4                                    | Singapura                            | 0,944                                | +0,002                               |
| 5                                    | Hong Kong                            | 0,944                                | +0,001                               |
| 6                                    | Coreia do Sul                        | 0,937                                | +0,004                               |
| 7                                    | Israel                               | 0,935                                | +0,003                               |
| 8                                    | Brunei                               | 0,920                                | +0,001                               |
| 9                                    | Kuwait                               | 0,916                                | +0,004                               |
| 10                                   | Catar                                | 0,910                                | +0,005                               |

| Posição                      | País                         | IDH                          | IDH                                 |
| Posição                      | País                         | Dado de 2007                 | Mudança comparada aos dados de 2006 |
| Desenvolvimento humano baixo | Desenvolvimento humano baixo | Desenvolvimento humano baixo | Desenvolvimento humano baixo        |
| ---------------------------- | ---------------------------- | ---------------------------- | ----------------------------------- |
| 1                            | Afeganistão                  | 0,352                        | +0,002                              |
| 2                            | Timor-Leste                  | 0,489                        | +0,005                              |
| Desenvolvimento humano médio |                              |                              |                                     |
| 3                            | Papua-Nova Guiné             | 0,541                        | +0,005                              |
| 4                            | Bangladesh                   | 0,543                        | +0,008                              |
| 5                            | Nepal                        | 0,553                        | +0,006                              |
| 6                            | Paquistão                    | 0,572                        | +0,004                              |
| 7                            | Iêmen                        | 0,575                        | +0,007                              |
| 8                            | Myanmar                      | 0,586                        | +0,002                              |
| 9                            | Camboja                      | 0,593                        | +0,009                              |
| 10                           | Ilhas Salomão                | 0,610                        | +0,006                              |

### Europa
| Posição                              | País                                 | IDH                                  | IDH                                  |
| Posição                              | País                                 | Dado de 2007                         | Mudança comparada aos dados de 2006  |
| Desenvolvimento humano muito elevado | Desenvolvimento humano muito elevado | Desenvolvimento humano muito elevado | Desenvolvimento humano muito elevado |
| ------------------------------------ | ------------------------------------ | ------------------------------------ | ------------------------------------ |
| 1                                    | Noruega                              | 0,971                                | +0,001                               |
| 2                                    | Islândia                             | 0,969                                | +0,002                               |
| 3                                    | Irlanda                              | 0,965                                | +0,001                               |
| 4                                    | Países Baixos                        | 0,964                                | +0,003                               |
| 5                                    | Suécia                               | 0,963                                | +0,002                               |
| 6                                    | França                               | 0,961                                | +0,003                               |
| 7                                    | Suíça                                | 0,960                                | +0,001                               |
| 8                                    | Luxemburgo                           | 0,960                                | +0,001                               |
| 9                                    | Finlândia                            | 0,959                                | +0,004                               |
| 10                                   | Áustria                              | 0,955                                | +0,003                               |

| Posição                        | País                         | IDH                          | IDH                                 |
| Posição                        | País                         | Dado de 2007                 | Mudança comparada aos dados de 2006 |
| Desenvolvimento humano médio   | Desenvolvimento humano médio | Desenvolvimento humano médio | Desenvolvimento humano médio        |
| ------------------------------ | ---------------------------- | ---------------------------- | ----------------------------------- |
| 1                              | Moldávia                     | 0,720                        | +0,002                              |
| 2                              | Ucrânia                      | 0,796                        | +0,007                              |
| Desenvolvimento humano elevado |                              |                              |                                     |
| 3                              | Turquia                      | 0,806                        | +0,004                              |
| 4                              | Bósnia e Herzegovina         | 0,812                        | +0,005                              |
| 5                              | Macedônia do Norte           | 0,817                        | +0,004                              |
| 6                              | Rússia                       | 0,817                        | +0,006                              |
| 7                              | Albânia                      | 0,818                        | +0,004                              |
| 8                              | Bélgica                      | 0,826                        | +0,007                              |
| 9                              | Sérvia                       | 0,826                        | +0,005                              |
| 10                             | Montenegro                   | 0,834                        | +0,006                              |

## IDH por regiões e grupos
| Região ou Grupo                      | IDH 2007                             | IDH 2005                             |
| Desenvolvimento humano muito elevado | Desenvolvimento humano muito elevado | Desenvolvimento humano muito elevado |
| ------------------------------------ | ------------------------------------ | ------------------------------------ |
| União Europeia (UE27)                | 0,937                                | —                                    |
| OCDE                                 | 0,932                                | 0,925                                |
| Desenvolvimento humano elevado       |                                      |                                      |
| Conselho de Cooperação do Golfo      | 0,868                                | —                                    |
| Europa Central e Leste europeu e CEI | 0,821                                | 0,814                                |
| América Latina e Caribe              | 0,821                                | 0,810                                |
| Desenvolvimento humano médio         |                                      |                                      |
| Ásia oriental e Pacífico             | 0,770                                | 0,762                                |
| Mundo                                | 0,753                                | 0,743                                |
| Mundo árabe                          | 0,719                                | 0,713                                |
| Ásia Meridional                      | 0,612                                | 0,606                                |
| África subsariana                    | 0,514                                | 0,495                                |

| Grupo                                | Classificação (2007)      | IDH   | IDH   | IDH          | IDH          |
| Grupo                                | Classificação (2007)      | min   | max   | média (2007) | média (2005) |
| ------------------------------------ | ------------------------- | ----- | ----- | ------------ | ------------ |
| Desenvolvimento humano muito elevado | Países desenvolvidos      | 0,900 | 1,000 | 0,955        | 0,897        |
| Desenvolvimento humano elevado       | Países em desenvolvimento | 0,800 | 0,899 | 0,833        | 0,897        |
| Desenvolvimento humano médio         | Países em desenvolvimento | 0,500 | 0,799 | 0,686        | 0,698        |
| Desenvolvimento humano baixo         | Países subdesenvolvidos   | 0,000 | 0,499 | 0,423        | 0,436        |
| Mundo                                | —                         | 0,000 | 1,000 | 0,753        | 0,743        |

| Grupo mais velho (até 2005) | PIB per capita (US$) | PIB per capita (US$) | Velho IDH |
| Grupo mais velho (até 2005) | min                  | max                  | Velho IDH |
| --------------------------- | -------------------- | -------------------- | --------- |
| Países de alta renda        | 10 726               | —                    | 0,936     |
| – Alta renda OCDE           | 10 726               | —                    | 0,950     |
| Países de renda média       | 876                  | 10 725               | 0,776     |
| Países de baixa renda       | —                    | 875                  | 0,570     |
| Mundo                       | —                    | —                    | 0,743     |
| – Países desenvolvidos      | —                    | —                    | 0,688     |
| – Países subdesenvolvidos   | —                    | —                    | 0,480     |

## Países que não constaram no último relatório
| Ano                                  | Ano                                  | País                                 | IDH                                  | Posição                              | Fonte                                |
| Publicação                           | Data                                 | País                                 | IDH                                  | Posição                              | Fonte                                |
| Desenvolvimento humano muito elevado | Desenvolvimento humano muito elevado | Desenvolvimento humano muito elevado | Desenvolvimento humano muito elevado | Desenvolvimento humano muito elevado | Desenvolvimento humano muito elevado |
| ------------------------------------ | ------------------------------------ | ------------------------------------ | ------------------------------------ | ------------------------------------ | ------------------------------------ |
| 1997                                 | —                                    | Mónaco                               | 0,946                                | —                                    | [carece de fontes?]                  |
| 1997                                 | —                                    | San Marino                           | 0,944                                | —                                    | [carece de fontes?]                  |
| Desenvolvimento humano elevado       |                                      |                                      |                                      |                                      |                                      |
| 1998                                 | —                                    | Palau                                | 0,861                                | —                                    | [carece de fontes?]                  |
| Desenvolvimento humano médio         |                                      |                                      |                                      |                                      |                                      |
| 1998                                 | 1995                                 | Coreia do Norte                      | 0,766                                | 75                                   | [ 4 ]                                |
| 1998                                 | —                                    | Nauru                                | 0,663                                | —                                    | [carece de fontes?]                  |
| 2000                                 | 1998                                 | Iraque                               | 0,583                                | 126                                  | [ 5 ]                                |
| 1998                                 | —                                    | Tuvalu                               | 0,583                                | —                                    | [carece de fontes?]                  |
| 1998                                 | —                                    | Estados Federados da Micronésia      | 0,569                                | —                                    | [carece de fontes?]                  |
| 1998                                 | —                                    | Ilhas Marshall                       | 0,563                                | —                                    | [carece de fontes?]                  |
| 1998                                 | —                                    | Kiribati                             | 0,515                                | —                                    | [carece de fontes?]                  |
| 2007                                 | 2005                                 | Zimbabwe                             | 0,513                                | 151                                  | [ 6 ]                                |
| Desenvolvimento humano baixo         |                                      |                                      |                                      |                                      |                                      |
| 2001                                 | 2001                                 | Somália                              | 0,284                                | 161                                  | [ 7 ] [ nb 3 ]                       |

| Ano                                  | Ano                                  | País                                 | IDH                                  | Posição                              | Fonte                                |
| Publicação                           | Data                                 | País                                 | IDH                                  | Posição                              | Fonte                                |
| Desenvolvimento humano muito elevado | Desenvolvimento humano muito elevado | Desenvolvimento humano muito elevado | Desenvolvimento humano muito elevado | Desenvolvimento humano muito elevado | Desenvolvimento humano muito elevado |
| ------------------------------------ | ------------------------------------ | ------------------------------------ | ------------------------------------ | ------------------------------------ | ------------------------------------ |
| 1998                                 | —                                    | Porto Rico                           | 0,942                                | —                                    | [ 8 ]                                |
| 2007                                 | 2005                                 | Taiwan                               | 0,932                                | 23                                   | [ nb 4 ]                             |
| 2008                                 | 2005                                 | Martinica                            | 0,929                                | 24                                   | [ 10 ]                               |
| 1998                                 | —                                    | Gronelândia                          | 0,927                                | —                                    | [ 11 ]                               |
| 2008                                 | 2005                                 | Guadalupe                            | 0,912                                | 28                                   | [ 10 ]                               |
| 2006                                 | 2004                                 | Macau                                | 0,909                                | 28                                   | [ nb 5 ]                             |
| Desenvolvimento humano elevado       |                                      |                                      |                                      |                                      |                                      |
| 2008                                 | 2005                                 | Nova Caledônia                       | 0,878                                | 34                                   | [ 10 ]                               |
| 2007                                 | 2004                                 | Reunião                              | 0,870                                | 35                                   | [ 10 ] [ 12 ]                        |
| 2008                                 | 2005                                 | Polinésia Francesa                   | 0,864                                | 42                                   | [ 10 ]                               |
| 2008                                 | 2005                                 | Guiana Francesa                      | 0,862                                | 43                                   | [ 10 ]                               |
| Desenvolvimento humano médio         |                                      |                                      |                                      |                                      |                                      |
| 2004                                 | 2002                                 | Kosovo                               | 0,733                                | —                                    | [ nb 6 ] [ 13 ]                      |